# František Řehák
František Řehák (Nový Bydžov, 1923. október 4. – Olomouc, 2017. június 28.) cseh színész.

## Filmjei

### Mozifilmek
- Szeszélyes nyár (Rozmarné léto) (1968)
- Bűntény a mulatóban (Zlocin v santánu) (1968)
- Nevěsta (1970)
- Dve veci pro zivot (1973)
- Maturita za skolou (1973)
- Aki aranyat keres (Kdo hledá zlaté dno) (1974)
- Nyomozás Ostravában (Mesto nic neví) (1976)
- Magány az erdőszélen (Na samotě u lesa) (1976)
- Noc klavíristy (1977)
- Modrá planeta (1977)
- Podivný výlet (1978)
- Cistá reka (1978)
- Isteni Emma (Bozská Ema) (1979)
- Krehké vztahy (1980)
- Úteky domu (1980)
- Trnové pole (1981)
- Sörgyári capriccio (Postřižiny) (1981)
- Dneska prisel nový kluk (1981)
- Mateji, proc te holky nechtejí? (1981)
- Kínos történetek (Plaché pribehy) (1982)
- Pohádka svatojánské noci (1982)
- Má láska s Jakubem (1982)
- Hóvirágünnep (Slavnosti sněženek) (1984)
- Prodavač humoru (1984)
- Hele, on letí! (1984)
- Szikét kérek (Skalpel, prosím) (1985)
- Vyjimecná situace (1985)
- Mint a méreg (Jako jed) (1986)
- Do zubu a do srdícka (1986)
- Vsechno nebo nic (1986)
- Dobré svetlo (1986)
- Není sirotek jako sirotek (1986)
- Az utolsó lehetőség (Antonyho šance) (1986)
- Lev s bílou hrívou (1987)
- Svet nic neví (1987)
- Figurky ze smantu (1987)
- Stek (1988)
- Prokletí domu Hajnù (1989)
- Vége a régi időknek (Konec starých časů) (1989)
- Igen, kedves barátaim (Vážení přátelé, ano) (1989)
- Člověk proti zkáze (1989)
- Pacsirták cérnaszálon (Skřivánci na niti) (bem. 1990, 1969-ben készült)
- Nemocný bílý slon (1990)
- Páncélos zászlóalj (Tankový prapor) (1991)
- Freonový duch (1991)
- Cesta peklem (1995)
- Konto separato (1997)
- Početí mého mladšího bratra (2000)
- Vaterland – lovecký deník (2004)

### Tv-filmek
- Paiáns (1969)
- Kufr plný nadejí (1978)
- Tichá domácnost (1986)
- Gottwald (1986)
- To se ti povedlo, tatínku! (1987, rövidfilm)
- Dámská jízda (1988)
- Roky prelomu (1989)
- Maestro (1990)
- Nález (1991)
- Digitální cas (1991)
- Přítelkyně z domu smutku (1992)
- O Nesytovi (1994)
- Zlatník Ondra (1995)
- Manzelská tonutí (1996)
- Drákuluv svagr (1996)
- O Drzgreslovi a Drzdukátovi (1997)
- Arrowsmith (1997)
- O trech ospalých princeznách (1997)
- Dedictví slecny Innocencie (2003)
- O Ječmínkovi (2003)
- Boží duha (2008)
- Láska rohatá (2009)
- Setkání v Praze, s vraždou (2009)

### Tv-sorozatok
- Druhý dech (1988, egy epizódban)
- Állatklinika a város szélén (O zvíratech a lidech) (1994, két epizódban)
- Cetnické humoresky (1997, egy epizódban)
- Motel Anathema (1997, egy epizódban)
- Hotel Herbich (2000, egy epizódban)
- Černí baroni  (2004, hét epizódban)
- Strážce duší  (2005, egy epizódban)
- Náves  (2006, két epizódban)
- Gympel.tv  (2011, egy epizódban)